# Kapsula (bakteriologie)
Kapsula („pouzdro“) či kapsule je vnější ochranná vrstva některých grampozitivních i gramnegativních bakterií, která se nachází na vnější straně od buněčné stěny a skládá se především z polysacharidů či proteinů.
Pokud je kapsula neorganizovaná, nestejnorodá a slaběji vázaná k stěně, používá se spíše termín slizová vrstva.
Kapsula chrání bakterii před vyschnutím či před pohlcením (fagocytózou) většími mikroorganismy. Také umožňuje přilnavost bakterií k povrchu a také chrání před bakteriálními viry a hydrofobními toxickými látkami (detergenty). Někdy může právě kapsula způsobovat virulenci (patogeničnost) bakterií, jako je Escherichia coli a Streptococcus pneumoniae. Mutanti těchto druhů bez kapsuly ztratily schopnost vyvolávat nemoc. V alkalickém prostředí kapsula hromadí kovy (např. mangan) a zároveň tak tedy přispívá k výživě bakterie.[zdroj?]
Také se dá říci, že bakterie mající pouzdro jsou špatně rozeznávány imunitním systémem napadeného jedince. Pouzdro totiž překrývá antigeny a buňky imunitního systému těžko rozeznávají, že jde o patogen.[zdroj?]
V mikrobiologii se kapsuly barví metodou podle Burriho.